# Breitenloser Verbinder
Der breitenlose Verbinder (englisch zero width joiner, kurz ZWJ) ist ein Steuerzeichen im Computersatz. Dieses Zeichen dient dazu, die links und rechts davon stehenden Zeichen ausdrücklich zu einer Ligatur zu verbinden oder einen Buchstaben in einer Darstellungsvariante anzuzeigen, die sonst nur im Wortinneren gewählt wird. Das Gegenstück ist der breitenlose Nicht-Verbinder oder Bindehemmer, der Ligaturen verhindert. Dieses Steuerzeichen hat keinen Einfluss auf den Zeilenumbruch.

## Verwendung
Verwendung findet der breitenlose Verbinder zusammen mit dem Bindehemmer in Schriften wie dem Arabischen, in denen die Zeichen eines Wortes sich miteinander verbinden und somit je nach Stellung in unterschiedlichen Glyphenvarianten auftreten. Bei der Darstellung indischer Schriften in Unicode kann der breitenlose Verbinder dazu genutzt werden, um einen toten Konsonanten in der Halbform (siehe inhärenter Vokal) darzustellen.

## Kodierung
In Unicode liegt der breitenlose Verbinder auf dem Codepunkt U+200D im Unicodeblock Allgemeine Interpunktion. In HTML kann er als &zwj; dargestellt werden.

## Beispiele
Der breitenlose Verbinder kann genutzt werden, um einzelne arabische Buchstaben in einer Form darzustellen, die sie sonst nur im Wort annehmen. Damit die Darstellung in den beiden folgenden Tabellen korrekt ist, muss der verwendete Webbrowser die Algorithmen zur Darstellung von Arabisch in Unicode korrekt anwenden. Zum Vergleich sind die Zeichen aus dem Unicodeblock Arabische Präsentationsformen-B dargestellt, die den Zeichenfolgen entsprechen.
| Zeichenfolge   | Darstellung | vorgesehene Darstellung | Erklärung          |
| -------------- | ----------- | ----------------------- | ------------------ |
| Ba             | ب           | ﺏ                       | isolierte Form     |
| ZWJ – Ba       | ‍ب            | ﺐ                       | Form am Wortende   |
| Ba – ZWJ       | ب‍           | ﺑ                       | Form am Wortanfang |
| ZWJ – Ba – ZWJ | ‍ب‍            | ﺒ                       | Form in Wortmitte  |

Auch eine Kombination mit dem Bindehemmer (ZWNJ) kann sinnvoll sein:
| Zeichenfolge                  | Darstellung | Erklärung |
| ----------------------------- | ----------- | --- |
| Lam – Alif                    | لا          | Lam und Alif werden zur Lām-Alif-Ligatur verbunden.                                                                        |
| Lam – ZWNJ – Alif             | ل‌ا          | Der Bindehemmer verhindert die Ligatur, die Buchstaben werden in der isolierten Form dargestellt.                          |
| Lam – ZWJ – ZWNJ – ZWJ – Alif | ل‍‌‍ا           | Die zusätzlichen breitenlosen Verbinder erzwingen wieder eine verbundene Darstellung der Zeichen, allerdings ohne Ligatur. |

### Emojis
Der breitenlose Verbinder kann außerdem eingesetzt werden, um aus einzelnen Emojis ein neues Piktogramm zu bilden, in dem die einzelnen Symbole zu einem einzigen verschmolzen sind und dadurch einen Bedeutungswandel erfahren.
Es gibt eine vom Unicode-Consortium herausgegebene Liste von ZWJ-Sequenzen, die von unicodefähiger Software unterstützt werden soll. Diese Sequenzen sind so gewählt, dass bei Software, die die Verschmelzung der Zeichen nicht unterstützt, die Darstellung als Einzelzeichen dennoch der gewünschten Bedeutung nahe kommt.
Die Unterstützung weiterer, nicht genormter Sequenzen ist erlaubt.
| Zeichensequenz | Aussehen | Beschreibung                                             |
| --- | -------- | -------------------------------------------------------- |
| [Mann] [ZWJ] [Frau] [ZWJ] [Junge] | 👨‍👩‍👦       | Familie bestehend aus Mann, Frau und Jungen              |
| [Weiße Flagge] [Variantenselektor 16] [ZWJ] [Regenbogen] | 🏳️‍🌈       | Regenbogenflagge                                         |
| [Weiße Flagge] [Variantenselektor 16] [ZWJ] [Transgender-Symbol] [Variantenselektor 16]                                                                                      | 🏳️‍⚧️       | Transgenderflagge                                        |
| [Läufer] [Emoji-Modifikationszeichen Fitzpatrick-Typ 6] [ZWJ] [Weiblich-Zeichen] [Variantenselektor 16]                                                                      | 🏃🏿‍♀️       | Läuferin mit dunkler Hautfarbe                           |
| [Bärtige Person] [Emoji-Modifikationszeichen Fitzpatrick-Typ 3] [ZWJ] [Weiblich-Zeichen] [Variantenselektor 16]                                                              | 🧔🏼‍♀️       | Frau mit Bart und mittelheller Hautfarbe                 |
| [Mann] [Emoji-Modifikationszeichen Fitzpatrick-Typ 1-2] [ZWJ] [Herz] [Variantenselektor 16] [ZWJ] [Knutschfleck] [ZWJ] [Mann] [Emoji-Modifikationszeichen Fitzpatrick-Typ 6] | 👨🏻‍❤️‍💋‍👨🏿       | Zwei Männer mit heller und dunkler Hautfarbe küssen sich |

## Symbol

ISO-Symbol für den breitenlosen Verbinder

Ein Symbol zur Verwendung auf Tastaturen und in Beschreibungen ist standardisiert im Amendment 1 (2012) zu ISO/IEC 9995-7:2009 „Information technology – Keyboard layouts for text and office systems – Symbols used to represent functions“ als Symbol 82, sowie in IEC 60417 „Graphical Symbols for use on Equipment“ als Symbol IEC 60417-6177-2.